# ATP Challenger Lissabon-2
Der ATP Challenger Lissabon (offiziell: Lisbon Challenger) war ein Tennisturnier, das von 1982 bis 2000 jährlich in Lissabon, Portugal, stattfand. Es gehörte zur ATP Challenger Tour und wurde im Freien auf Sand gespielt.

## Liste der Sieger

### Einzel
| Jahr                         | Sieger              | Finalgegner       | Ergebnis          |
| ---------------------------- | ------------------- | ----------------- | ----------------- |
| 2000                         | David Sánchez       | Jiří Vaněk        | 6:4, 3:6, 6:2     |
| 1992–1999: nicht ausgetragen |                     |                   |                   |
| 1991                         | Bart Wuyts          | Nuno Marques      | 6:2, 6:4          |
| 1990                         | nicht ausgetragen   | nicht ausgetragen | nicht ausgetragen |
| 1989                         | Andrei Tscherkassow | Tomás Carbonell   | 7:6, 6:3          |
| 1988                         | Alberto Mancini     | Peter Doohan      | 6:3, 6:2          |
| 1987                         | Carlos di Laura     | Jesús Colás       | 6:1, 6:3          |
| 1986                         | Marko Ostoja        | John Frawley      | 6:2, 2:6, 6:2     |
| 1983–1985: nicht ausgetragen |                     |                   |                   |
| 1982                         | Rocky Royer         | Robbie Venter     | 6:3, 1:6, 6:3     |

### Doppel
| Jahr                         | Sieger                            | Finalgegner                          | Ergebnis          |
| ---------------------------- | --------------------------------- | ------------------------------------ | ----------------- |
| 2000                         | João Cunha e Silva Nuno Marques   | Salvador Navarro Tommy Robredo       | 7:5, 6:4          |
| 1992–1999: nicht ausgetragen |                                   |                                      |                   |
| 1991                         | David Adams Jaime Oncins          | Tarik Benhabiles Olivier Delaître    | 5:7, 6:2, 6:3     |
| 1990                         | nicht ausgetragen                 | nicht ausgetragen                    | nicht ausgetragen |
| 1989                         | Tomás Carbonell Carlos Costa      | Marcos Aurelio Górriz Vicente Solves | 6:4, 6:1          |
| 1988                         | Jason Stoltenberg Todd Woodbridge | Alex Antonitsch Udo Riglewski        | 6:3, 5:7, 6:4     |
| 1987                         | Mark Dickson Magnus Tideman       | José López Maeso Alberto Tous        | 6:2, 6:4          |
| 1986                         | Bruce Derlin David Felgate        | Alessandro De Minicis Marko Ostoja   | 5:7, 6:3, 6:4     |
| 1983–1985: nicht ausgetragen |                                   |                                      |                   |
| 1982                         | John Feaver Andrew Jarrett        | Richard Akel Eduardo Oncins          | 7:5, 6:3          |